# Neoduma cretacea
Neoduma cretacea là một loài bướm đêm thuộc phân họ Arctiinae, họ Erebidae.